# Nymphetamine
Nymphetamine este cel de-al șaselea album de studio al formației engleze de extreme metal - Cradle of Filth. El a fost lansat pe 28 septembrie 2004 de Roadrunner Records. Nymphetamine marchează prima apariție înregistrată a chitaristului James McIlroy (ca "Germs Warfare").

## Lista pieselor
Toate versurile sunt scrise de Dani Filth, Toate melodiile sunt compuse de Cradle of Filth.
| Nr.             | Titlu                                            | Lungime |  |
| 1.              | „Satyriasis”                                     | 1:42    |  |
| 2.              | „Gilded Cunt”                                    | 4:08    |  |
| 3.              | „Nemesis”                                        | 7:18    |  |
| 4.              | „Gabrielle”                                      | 5:27    |  |
| 5.              | „Absinthe with Faust”                            | 5:14    |  |
| 6.              | „Nymphetamine (Overdose)” (feat. Liv Kristine)   | 9:14    |  |
| 7.              | „Painting Flowers White Never Suited My Palette” | 1:57    |  |
| 8.              | „Medusa and Hemlock”                             | 4:44    |  |
| 9.              | „Coffin Fodder”                                  | 5:17    |  |
| 10.             | „English Fire”                                   | 4:45    |  |
| 11.             | „Filthy Little Secret”                           | 6:16    |  |
| 12.             | „Swansong for a Raven”                           | 7:09    |  |
| 13.             | „Mother of Abominations”                         | 7:33    |  |
| 14.             | „Nymphetamine Fix” (feat. Liv Kristine)          | 5:02    |  |
| Lungime totală: | Lungime totală:                                  | 75:47   |  |

| Special Edition bonus disc |                                        |         |  |
| Nr.                        | Titlu                                  | Lungime |  |
| 1.                         | „Devil Woman” (Cliff Richard cover)    | 3:38    |  |
| 2.                         | „Soft White Throat”                    | 5:40    |  |
| 3.                         | „Bestial Lust (Bitch)” (Bathory cover) | 2:54    |  |
| 4.                         | „Prey”                                 | 4:57    |  |
| 5.                         | „Nymphetamine (Jezebel Deva Fix)”      | 5:03    |  |
| 6.                         | „Mr. Crowley” (Ozzy Osbourne cover)    | 5:41    |  |
| 7.                         | „Nymphetamine” (video)                 | 5:06    |  |

Piesa de titlu apare pe album de două ori; într-o versiune de 9 minute ("Nymphetamine (Overdose)") și într-o versiune de 5 minute ("Nymphetamine Fix").

## Personal

### Cradle of Filth
- Dani Filth – vocal
- Paul Allender – chitară
- James McIlroy – chitară
- Martin Powell – clape, chitară
- Dave Pybus – chitară bas
- Adrian Erlandsson – baterie

### Personal adițional
- Sarah Jezebel Deva – back vocal
- Doug Bradley – vocal
- Colin Richardson – mixaj
- Liv Kristine – vocal în piesele "Nymphetamine"
- King Diamond – bac vocal în "Devil Woman"
- Dan Turner – producție, engineering

## Poziții
| An   | Clasament             | Poziție |
| ---- | --------------------- | ------- |
| 2004 | UK Albums Chart       | 162     |
| 2004 | Australian ARIA Chart | 56      |
| 2004 | Canadian Album Chart  | 57      |
| 2004 | German Album Chart    | 25      |
| 2004 | Finnish Album Chart   | 32      |
| 2004 | Billboard 200         | 89      |